# 林志弦
林 志弦（イム ジヒョン、1959年1月24日 - ）は、大韓民国の歴史学者、西江大学校名誉教授。
ポーランドのワルシャワ大学、クラクフ師範大学で学んだ。外国の大学の研究員としても招聘され、ポーツマス大学所属の研究会「ヨーロッパの民族主義と民族的アイデンティティ」の特別研究員、ハーバード燕京研究所の招待研究員、グラーモーガン大学外来教授、国際日本文化研究センターの招待教授を務めた。著書の一つである『民族主義は反逆である』(韓国語) などで有名になった。

## 経歴
西江大学校歴史学科を卒業後、同大学の大学院で西洋史学修士を取得、歴史学と哲学を専攻して論文「マルクス、エンゲルスと民族問題」で博士号を取得した。1991年漢陽大学校歴史学専攻教授に招聘された後、1995年2月から1995年9月までにポーランドのワルシャワ大学歴史学部招待研究員として活動した。95年3月、漢陽大学校人文科学大学史学科助教授となり、1995年8月から97年2月まで、同大学校の歴史・政治科学部招待教授を兼任。95年、ポーランドのクラクフ師範大学の招待教授としても招聘された。また、英国のポーツマス大学所属の研究会である「ヨーロッパの民族主義と民族的アイデンティティ」の研究フェロー、ハーバード イェンチン研究所招待研究員、英国 グレイモーガン大学外部講師、国際日本文化研究センター招待研究員などに招聘され、研究活動などを行う。以来、講演やメディア、著述活動などを行う。現在は漢陽大学校史学科教授。
90年代から韓国史と歴史問題、大衆独裁問題に対する批評をしており、98年に出版した著書『민족주의는 반역이다』(民族主義は反逆である)をはじめとし、『적대적 공범자들』(敵対的共犯者たち)、『국사의 신화를 넘어서』(国史の神話を超え)等の中で、美化、歪曲、誇張された韓国史の分析と批判を展開し、論議を呼んだ。2002年9月から2003年 8月までにハーバード イェンチン研究所 などで活動した。2010 年には、英国Palgraveから出版された、『大衆独裁シリーズ(Mass Dictatorship Series)』の責任編集を務めた。
漢陽大学史学科教授として在職中、2004年、比較歴史文化研究所所長でも招聘された。メディア活動には西洋史論、歴史学報、歴史批評、歴史と文化、当代批評などの編集委員を務めた。Totalitarian Movements and Political Religions（Routledge）編集委員を務めたことも。
2013年には日本西洋史学会大会（於、京都大学）で講演を務めた。

## 学歴
- 1977年 西江大学校 歴史学学士
- 1984年 西江大学校大学院西洋史学 修士
- 1989年 西江大学校大学院西洋史学 博士

## 略歴
- 1989年 - 漢陽大学校副教授
- 1995年3月-2001年2月 - 漢陽大学校人文科学大学史学科副教授
- 1995年 - ポーランド クラクフ師範大学招待教授
- 1995年 - ポーランド ワルシャワ大学招待教授
- 2002年 - ハーバード燕京研究所招待研究員
- 2002年 - 英国グレイモーガン大学外部教授
- 日本国際日本文化研究センター招請研究
- 漢陽大学校人文科学大学史学科教授
- 2004年 - 比較歴史文化研究所所長
- 2015年 - 西江大学校教授
- 2024年 - 西江大学校を退職。同大学校名誉教授

## 著作
共著
- 宮嶋, 博史、尹, 海東、林, 志弦、李, 成市『植民地近代の視座―朝鮮と日本』岩波書店、東京、2004年10月28日。ISBN 9784000233989。

論文
- Lim, Jie-Hyun (1992). “Marx's Theory of Imperialism and the Irish National Question”. Science & Society, Vol. 56, No. 2.
- Lim, Jie-Hyun (2008). “The Antagonistic Complicity of Nationalisms”. Contested Views of a Common Past: Revisions of History in Contemporary East Asia.
- Lim, Jie-Hyun (2010). “Victimhood Nationalism in Contested Memories: National Mourning and Global Accountability”. Memory in a Global Age.
- Lim, Jie-Hyun (2010). “Victimhood Nationalism and History Reconciliation in East Asia”. History Compass, Volume 8, Issue 1.

※他多数 外部リンク参照 